# Елеонора Джорджі (легкоатлетка)
Елеонора Анна Джорджі (італ. Eleonora Anna Giorgi; нар. 14 вересня 1989) — італійська легкоатлетка, яка спеціалузіється в спортивній ходьбі, рекордменка Європи на цій дистанції.

## Спортивні досягнення
Бронзова призерка чемпіонату світу у ходьбі на 50 км (2019).
Срібна призерка (в командному заліку) командного чемпіонату світу з ходьби на дистанції 20 км (2018).
Переможниця (в командному заліку) та срібна призерка (в особистому заліку) командного чемпіонату Європи з ходьби на дистанції 35 км (2021).
Переможниця (в особистому заліку) та бронзова призерка (в командному заліку) Кубка Європи з ходьби на дистанції 50 км (2019).
Срібна призерка (в особистому та командному заліку) Кубка Європи з ходьби на дистанції 20 км (2015).
Рекордсменка Європи та Італії у дисциплінах ходьби.

## Виступи на основних міжнародних змаганнях
| Рік  | Змагання                            | Місто          | Місце | Дисципліна | Примітки |
| ---- | ----------------------------------- | -------------- | ----- | ---------- | -------- |
| 2008 | Кубок світу з ходьби                | Чебоксари      | 27    | 10 км U20  |          |
| 2008 | Чемпіонат світу серед юніорів       | Бидгощ         | 18    | 10000 м    |          |
| 2009 | Чемпіонат Європи серед молоді       | Вільнюс        | 11    | 10 км U20  |          |
| 2011 | Кубок Європи з ходьби               | Ольяу          | 25    | 20 км      |          |
| 2011 | Чемпіонат Європи серед молоді       | Острава        | 15    | 20 км      |          |
| 2012 | Кубок світу з ходьби                | Саранськ       | 11    | 20 км      |          |
| 2012 | Олімпійські ігри                    | Лондон         | 12    | 20 км      |          |
| 2013 | Кубок Європи з ходьби               | Дудінце        | 5     | 20 км      |          |
| 2013 | Чемпіонат світу                     | Москва         | 9     | 20 км      |          |
| 2014 | Кубок світу з ходьби                | Тайцан         | 5     | 20 км      |          |
| 2014 | Чемпіонат Європи                    | Цюрих          | 5     | 20 км      |          |
| 2015 | Кубок Європи з ходьби               | Мурсія         | 2     | 20 км      |          |
| 2015 | Чемпіонат світу                     | Пекін          | DQ    | 20 км      |          |
| 2016 | Командний чемпіонат світу з ходьби  | Рим            | DQ    | 20 км      |          |
| 2016 | Олімпійські ігри                    | Ріо-де-Жанейро | DQ    | 20 км      |          |
| 2017 | Чемпіонат світу                     | Лондон         | 14    | 20 км      |          |
| 2018 | Командний чемпіонат світу з ходьби  | Тайцан         | 5     | 20 км      |          |
| 2018 | Чемпіонат Європи                    | Берлін         | DQ    | 20 км      |          |
| 2019 | Кубок Європи з ходьби               | Алітус         | 1     | 50 км      | [ 1 ]    |
| 2019 | Чемпіонат світу                     | Доха           | 3     | 50 км      | [ 2 ]    |
| 2021 | Командний чемпіонат Європи з ходьби | Подєбради      | 2     | 35 км      | [ 3 ]    |